# Múscul occipitofrontal
El múscul occipitofrontal (musculus occipitofrontalis) és un múscul que cobreix parts del crani. Es compon de dues parts: la part occipital, prop de l'os occipital, i la part frontal, prop de l'os frontal. Algunes fonts consideren l'occipitofrontal una estructura que consta de dos músculs diferents, el múscul frontal i l'occipital. No obstant això, Terminologia Anatomica actualment el classifica com un sol múscul, i també inclou el múscul temporoparietal com a part de l'epicrani.

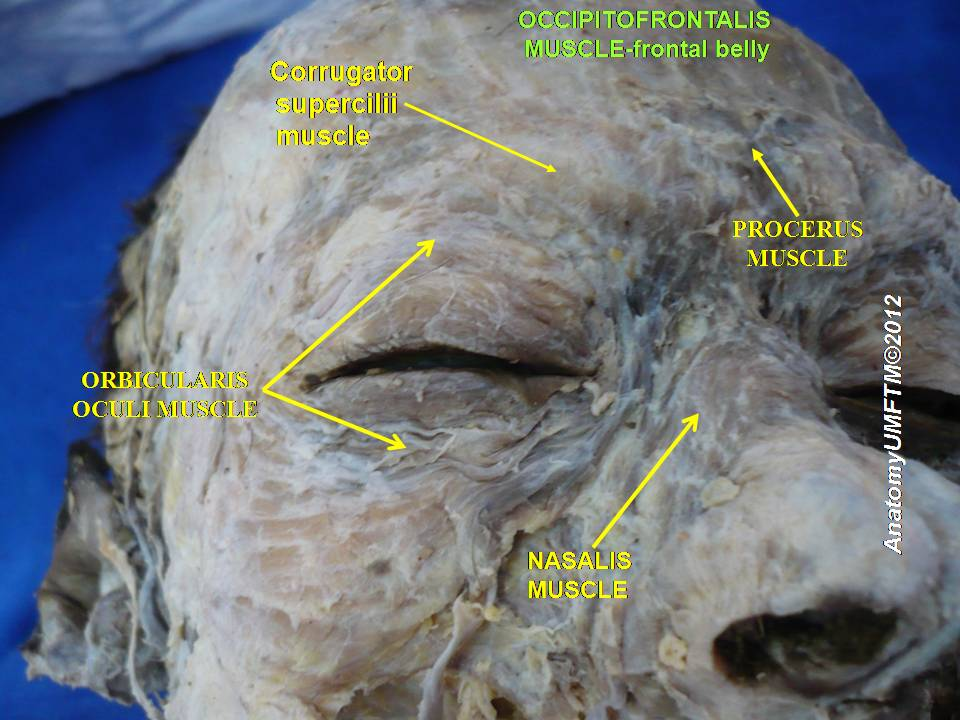
Occipitofrontalis muscle

La cara occipital s'origina al lateral de les dues terceres parts de la línia de la nuca superior de l'os occipital i en l'apòfisi mastoide de l'os temporal. Inserit en la gàlea aponeuròtica, la cara occipital es comunica amb la cara frontal per un tendó intermedi. A partir de l'aponeurosi, la cara frontal s'insereix en la fàscia dels músculs facials i en la pell per sobre dels ulls i el nas.
Ajudat pel múscul occipital, la cara frontal dibuixa la part posterior del cuir cabellut que eleva les celles i les arrugues del front. En els éssers humans, l'occipitofrontal només serveix per a les expressions facials. En els micos, però, el cap no està en equilibri sobre la columna vertebral, de manera que els simis necessiten músculs forts que tiren de nou en el crani i prominents arcs superciliars per a la fixació d'aquests músculs.